# Asediul cetății Limoges
Asediul cetății Limoges este un episod al Războiului de o sută de ani care a avut loc în septembrie 1370. Orașul Limoges se afla sub control englezesc, dar în august 1370 s-a predat francezilor, deschizându-și porțile către Ducele de Berry. Asediul a fost pus de Armata engleză condusă de Eduard Prințul Negru în a doua săptămână din septembrie. La 19 septembrie, orașul a fost luat cu asalt, urmat de multe distrugeri și moartea a numeroși civili. Efectiv asediul s-a încheiat pentru industria de email de Limoges, care a fost faimos în întreaga Europă, timp de aproximativ un secol..

## Atacatorii
Forța anglo-gasconă nu era mare, dar era condusă de trei fii ai  Eduard al III-lea; Edward, Prinț de Wales; Ioan de Gaunt, Duce de Lancaster; și Edmund de Langley, primul Duce de York, Conte de Cambridge.  Eduard era un om bolnav și era dus pe litieră. Ei erau însoțiți de soldați cu experiență John Hastings, al 2-lea Conte de Pembroke, Sir Walter Hewitt, Guichard d'Angle și Captal de Buch.  Armata era mică, aproximativ 3200 de însoțitori puternici, cuprinzând aproximativ 1000 oameni la arme, 1000 de arcași și 1200 de infanteriști.

## Apărătorii
În momentul asediului, Ducele de Berry părăsise Limoges cu cea mai mare parte a armatei sale, lăsând o mică garnizoană de 140 de oameni. Potrivit lui Jean Froissart, Jean de Cros, episcop de Limoges, a jucat un rol important în asistarea capitulării ducelui de Berry. Sir John Villemur, Hugh de la Roche și Roger Beaufont sunt descriși în termeni de a pune o ultimă poziție împotriva englezilor într-o piață a orașului și au fost capturați când orașul a căzut.